# Douglas Lin
Douglas N. C. Lin (Nova Iorque, 7 de maio de 1949) é um astrônomo e astrofísico estadunidense. É professor de astronomia e astrofísica da Universidade da Califórnia em Santa Cruz. Nasceu em Nova Iorque e cresceu em Pequim. Obteve o BSc na Universidade McGill, e um PhD no Instituto de Astronomia da Universidade de Cambridge, com pós-doutorado em Harvard e Cambridge. Em 1979 foi professor da Universidade da Califórnia em Santa Cruz (UCSC), onde permanece desde então. É também diretor fundador do Instituto Kavli de Astronomia e Astrofísica da Universidade de Pequim.

## Astronomia
"Os principais interesses de pesquisa de Douglas Lin são a origem do sistema solar, formação de estrelas, dinâmica dos fluidos astrofísica, dinâmica de aglomerados estelares, estrutura das galáxias, núcleo galáctico ativo e formação das galáxias,"
 de acordo com sua página pessoal na UCSC. É um dos cientistas que colabora estreitamente com os colegas observacionais Burton Jones e Arnold Klemola em um trabalho direcionada para estimas precisamente as propriedades da Grande Nuvem de Magalhães. Lin observa que, nos anos recentes, os astrônomos expandiram novos horizontes onde pesquisar. Eles têm progredido de ter apenas planetas dentro de um único sistema solar, o nosso, para estudar, ao ponto onde agora estão atualmente no meio de "uma revolução na busca de planetas extra-solares. Em pouco mais de uma década, mais de 200 planetas extra-solares foram descobertos." Este crescimento potencial de objetos de estudo levou Lin a direcionar a atenção para a observação da formação de sistemas planetários desde sua criação através de sistemas mais maduros, já que os cientistas agora podem observar "dezenas de sistemas maduros e dezenas mais no auge do nascimento." Sua meta de pesquisa, a partir do estudo destes preciosos novos dados, é eventualmente construir "uma teoria unificada que pode explicar as propriedades estatísticas dos sistemas planetários."
Como uma demonstração de respeito à sua longa história de contribuição dentro da astronomia, a Universidade Monash realizou em 2009 um simpósio intitulado Evolution of Planetary and Stellar Systems (apelidado Linfest) em sua honra. Faz parte do comitê de seleção do Prêmio Shaw de Astronomia.

## Prêmios e condecorações
- Bolsa Guggenheim
- Bolsista da Fundação Alexander von Humboldt
- Prêmio Sackler
- Prêmio LExEN[8]
- Membro do comitê de seleção do Prêmio Shaw[9]
- Membro da Academia de Artes e Ciências dos Estados Unidos
- Diretor fundador do Instituto Kavli de Astronomia e Astrofísica
- Prêmio Brouwer (2014)
- Medalha Bruce (2015)

## Artigos
- R. Spurzem, D. N. C. Lin. Orbit Evolution of Planetary Systems in Stellar Clusters[10]
- Ji-Lin Zhou e Douglas N. C. Lina. Migration and Final Location of Hot Super Earths in the Presence of Gas Giants[11]
- Douglas N.C. Lin e Ian Dobbs-Dixon. Diversity of close-in planets and the interactions with their host stars[12]
- James Guillochon, Enrico Ramirez-Ruiz, Douglas N. C. Lin. Consequences of the Disruption and Ejection of Giant Planets[13]